# Keyauwee Indijanci
Keyauwee (Keyawee, Kewawee, Keiauwee, Keeowee, Keeowaw, Keeawawe), pleme Siouan Indijanaca s rijeke Uwharrie oko sadašnjeg High Pointa, odnosno na područjima današnjih okruga Guilford, Davidson i Randolph u Sjevernoj Karolini i uz rijeku Pee Dee u Južnoj Karolini. U drugoj polovici 18 stoljeća vjerojatno su s još nekoliko manjih plemena apsorbirani od Catawba. Dijelom su se pretopili i u Croatane.

## Ime
Značenje imena nije poznato.

## Povijest
Pleme Keyauwee prvi puta se spominju 1701. kada ih susreće John Lawson u ograđenom naselju oko 30 milja sjeveroistočno od rijeke Yadkin blizu High Pointa u sadašnjem okrugu Guilford. Izvještaji govore da su se tada pripremali zajedno sa Saponima i Tutelima za obranu od neprijatelja, a uskoro zatim kako s plemenima Occaneechi i Shakori kreću prema naseljima na Albemarle Soundu. Jedno su vrijeme smješteni u Enotown s Eno i Cheraw Indijancima, a kasnije odlaze na rijeku Pee Dee u Južnu Karolinu gdje su se po svoj prilici ujedinili s Catawbama, a dio u okrugu Robeson u Sjevernoj Karolini otopio u Croatanima. 
Populacija Keyauweea nije bila veće od 500 (1600), kako je procijenio Mooney, dok ih 1700. moguće ima oko 300. 

## Etnografija
O plemenu je malo poznato. Njihove kuće bile su oblika kupole, napravljene od kore drveta a naselja zaštićena palisadama. Obrađivali su velika polja kukuruza i lovili ribu, dok je lov bio primarni izvor hrane. Keyauwee su poznati po tome što su imali nosili brkove, što je neuobičajeno za Indijance.

## Vanjske poveznice
- Keyauwee Indian Tribe History
- South Carolina – Indians, Native Americans – Keyauwee
- Keyauwee  Arhivirana inačica izvorne stranice od 26. rujna 2007. (Wayback Machine)